# FC Bansko
El FC Bansko (en búlgaro: ФК Банско) es un equipo de fútbol de Bulgaria que juega en la B PFG, la segunda liga de fútbol en importancia en el país.

## Historia
Fue fundado en el año 1951 en la ciudad de Bansko y en sus primeros años de existencia fue un club amateur de Bulgaria, eso hasta la temporada 2008/09 tras la fusión de los clubes de la ciudad de Blagoevgrad, lo que permitió que el club jugara por primera vez a nivel profesional en la B PFG de la zona oeste.